# Károly Grecsák

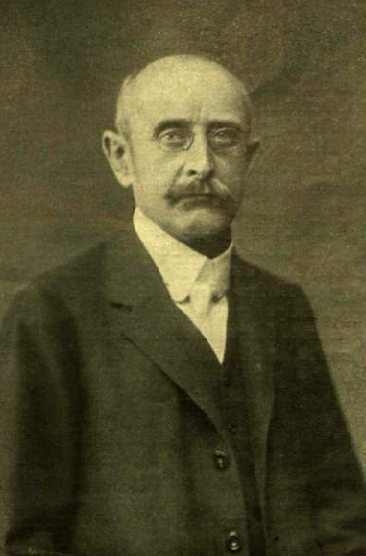
Károly Grecsák (1917)

Károly Grecsák (* 15. November 1854 in Versec, Woiwodschaft Serbien und Temeser Banat; † 17. Dezember 1924 in Budapest) war ein ungarischer Politiker, Jurist und Justizminister.

## Leben
Nach seiner Tätigkeit als Anwalt in seiner Geburtsstadt, wurde Grecsák 1881 zum Reichstagsabgeordneten für den Wahlkreis Versec im Komitat Temes für die Gemäßigte Opposition (Mérsékelt Ellenzék) gewählt. In Budapest wurde er Mitbegründer des Budapester Tageblatts, der ersten deutschsprachigen oppositionellen Tageszeitung. Ab 1901 war er Richter an der Kúria, dem Obersten Gerichtshof des Königreichs Ungarn. 1917 wurde Gracsák Staatssekretär im k.u. Justizministerium und war anschließend von 18. August 1917 bis 25. Januar 1918 Justizminister in den Kabinetten von Móric Esterházy und Sándor Wekerle. Zu dieser Zeit war er Abgeordneter für den Wahlkreis Erzsébetváros im Komitat Kis-Küküllő.